# آرتور تالویک
آرتور تالویک (استونیایی: Artur Talvik؛ زادهٔ ۱۳ ژوئن ۱۹۶۴)  بازیگر، سیاستمدار و نماینده سابق مجلس اهل استونی است.